# Eucryphia moorei
Eucryphia moorei är en tvåhjärtbladig växtart som beskrevs av F. Müll.. Eucryphia moorei ingår i släktet Eucryphia och familjen Cunoniaceae. Inga underarter finns listade i Catalogue of Life.